# فهرست فرودگاه‌های ویکتوریا (استرالیا)
این مقاله شامل فهرست فرودگاه‌های ایالت ویکتوریا در کشور استرالیا است.

## فهرست فرودگاه‌ها
| مکان                      | نام فرودگاه                                            | نوع    | ایکائو | یاتا | مختصات                                                          |
| ------------------------- | ------------------------------------------------------ | ------ | ------ | ---- | --------------------------------------------------------------- |
| Ararat                    | فرودگاه آرارات                                         | همگانی | YARA   | ARY  | ۳۷°۱۸′۳۶″ جنوبی ۱۴۲°۵۹′۱۸″ شرقی / ۳۷٫۳۱۰۰۰°جنوبی ۱۴۲٫۹۸۸۳۳°شرقی |
| Avalon، جیلان (استرالیا)  | فرودگاه اولان                                          | همگانی | YMAV   | AVV  | ۳۸°۰۲′۲۲″ جنوبی ۱۴۴°۲۸′۱۰″ شرقی / ۳۸٫۰۳۹۴۴°جنوبی ۱۴۴٫۴۶۹۴۴°شرقی |
| باکس مارش                 | فرودگاه صحرایی بکس مارش                                | همگانی | YBSS   |      | ۳۷°۴۴′۰۰″ جنوبی ۱۴۴°۲۵′۱۸″ شرقی / ۳۷٫۷۳۳۳۳°جنوبی ۱۴۴٫۴۲۱۶۷°شرقی |
| Bairnsdale                | فرودگاه بایرنسدال                                      | همگانی | YBNS   | BSJ  | ۳۷°۵۳′۱۵″ جنوبی ۱۴۷°۳۴′۰۴″ شرقی / ۳۷٫۸۸۷۵۰°جنوبی ۱۴۷٫۵۶۷۷۸°شرقی |
| بلرت                      | فرودگاه بلرت                                           | همگانی | YBLT   |      | ۳۷°۳۰′۴۲″ جنوبی ۱۴۳°۴۷′۲۸″ شرقی / ۳۷٫۵۱۱۶۷°جنوبی ۱۴۳٫۷۹۱۱۱°شرقی |
| Benalla                   | فرودگاه بنالا                                          | همگانی | YBLA   | BLN  | ۳۶°۳۳′۰۶″ جنوبی ۱۴۶°۰۰′۲۴″ شرقی / ۳۶٫۵۵۱۶۷°جنوبی ۱۴۶٫۰۰۶۶۷°شرقی |
| بندیگو                    | فرودگاه بندیگو (استرالیا)                              | همگانی | YBDG   | BXG  | ۳۶°۴۴′۲۲″ جنوبی ۱۴۴°۱۹′۴۷″ شرقی / ۳۶٫۷۳۹۴۴°جنوبی ۱۴۴٫۳۲۹۷۲°شرقی |
| Birchip                   | Birchip Airport                                        | همگانی | YBIR   |      | ۳۶°۰۰′ جنوبی ۱۴۵°۵۵′ شرقی / ۳۶٫۰۰۰°جنوبی ۱۴۵٫۹۱۷°شرقی           |
| Bright                    | فرودگاه ماونت هوتهام                                   | خصوصی  | YHOT   | MHU  | ۳۷°۰۲′۵۱″ جنوبی ۱۴۷°۲۰′۰۳″ شرقی / ۳۷٫۰۴۷۵۰°جنوبی ۱۴۷٫۳۳۴۱۷°شرقی |
| Connewarre                | فرودگاه باروون هدز                                     | همگانی | YBRS   |      | ۳۸°۱۵′۳۰″ جنوبی ۱۴۴°۲۵′۳۶″ شرقی / ۳۸٫۲۵۸۳۳°جنوبی ۱۴۴٫۴۲۶۶۷°شرقی |
| Corryong                  | فرودگاه کوریونگ                                        | همگانی | YCRG   | CYG  | ۳۶°۱۰′۵۸″ جنوبی ۱۴۷°۵۳′۱۶″ شرقی / ۳۶٫۱۸۲۷۸°جنوبی ۱۴۷٫۸۸۷۷۸°شرقی |
| Donald                    | Donald Airport                                         | همگانی | YDOD   |      | ۳۶°۲۱′۳۶″ جنوبی ۱۴۳°۰۰′۲۴″ شرقی / ۳۶٫۳۶۰۰۰°جنوبی ۱۴۳٫۰۰۶۶۷°شرقی |
| اکوکا                     | فرودگاه اچوکا                                          | همگانی | YECH   | ECH  | ۳۶°۰۹′۲۶″ جنوبی ۱۴۴°۴۵′۴۳″ شرقی / ۳۶٫۱۵۷۲۲°جنوبی ۱۴۴٫۷۶۱۹۴°شرقی |
| Essendon، ملبورن          | فرودگاه اسندون                                         | همگانی | YMEN   | MEB  | ۳۷°۴۳′۴۱″ جنوبی ۱۴۴°۵۴′۰۷″ شرقی / ۳۷٫۷۲۸۰۶°جنوبی ۱۴۴٫۹۰۱۹۴°شرقی |
| Hamilton                  | فرودگاه همیلتون                                        | همگانی | YHML   | HLT  | ۳۷°۳۸′۵۴″ جنوبی ۱۴۲°۰۳′۵۴″ شرقی / ۳۷٫۶۴۸۳۳°جنوبی ۱۴۲٫۰۶۵۰۰°شرقی |
| Hopetoun                  | فرودگاه هپتون                                          | همگانی | YHPN   | HTU  | ۳۵°۴۲′۵۴″ جنوبی ۱۴۲°۲۱′۳۶″ شرقی / ۳۵٫۷۱۵۰۰°جنوبی ۱۴۲٫۳۶۰۰۰°شرقی |
| Horsham                   | فرودگاه هورشام                                         | همگانی | YHSM   | HSM  | ۳۶°۴۰′۱۱″ جنوبی ۱۴۲°۱۰′۲۲″ شرقی / ۳۶٫۶۶۹۷۲°جنوبی ۱۴۲٫۱۷۲۷۸°شرقی |
| Kerang                    | فرودگاه کرنگ                                           | همگانی | YKER   | KRA  | ۳۵°۴۵′۰۶″ جنوبی ۱۴۳°۵۶′۲۴″ شرقی / ۳۵٫۷۵۱۶۷°جنوبی ۱۴۳٫۹۴۰۰۰°شرقی |
| Kyneton                   | Kyneton Airport                                        | خصوصی  | YKTN   |      | ۳۷°۱۳′۳۰″ جنوبی ۱۴۴°۲۶′۴۸″ شرقی / ۳۷٫۲۲۵۰۰°جنوبی ۱۴۴٫۴۴۶۶۷°شرقی |
| Leongatha                 | فرودگاه لئونگاتا                                       | همگانی | YLEG   |      | ۳۸°۲۹′۴۲″ جنوبی ۱۴۵°۵۱′۳۶″ شرقی / ۳۸٫۴۹۵۰۰°جنوبی ۱۴۵٫۸۶۰۰۰°شرقی |
| Lethbridge                | محله پروازی لزبریج                                     | خصوصی  | YLED   |      | ۳۷°۵۵′۰۶″ جنوبی ۱۴۴°۰۶′۰۶″ شرقی / ۳۷٫۹۱۸۳۳°جنوبی ۱۴۴٫۱۰۱۶۷°شرقی |
| Lilydale، ملبورن          | محله پروازی لزبریج                                     | خصوصی  | YLIL   |      | ۳۷°۴۱′۳۰″ جنوبی ۱۴۵°۲۲′۰۰″ شرقی / ۳۷٫۶۹۱۶۷°جنوبی ۱۴۵٫۳۶۶۶۷°شرقی |
| Mallacoota                | فرودگاه مالاکوتا                                       | همگانی | YMCO   | XMC  | ۳۷°۳۵′۵۶″ جنوبی ۱۴۹°۴۳′۱۵″ شرقی / ۳۷٫۵۹۸۸۹°جنوبی ۱۴۹٫۷۲۰۸۳°شرقی |
| Mangalore                 | فرودگاه منگالور (استرالیا)                             | همگانی | YMNG   |      | ۳۶°۵۳′۱۸″ جنوبی ۱۴۵°۱۱′۰۳″ شرقی / ۳۶٫۸۸۸۳۳°جنوبی ۱۴۵٫۱۸۴۱۷°شرقی |
| Marlo                     | فرودگاه اوربوست                                        | همگانی | YORB   | RBS  | ۳۷°۴۷′۲۴″ جنوبی ۱۴۸°۳۶′۳۶″ شرقی / ۳۷٫۷۹۰۰۰°جنوبی ۱۴۸٫۶۱۰۰۰°شرقی |
| Maryborough               | فرودگاه ماری‌براوت (ویکتوریا)                           | همگانی | YMBU   |      | ۳۷°۰۲′۰۰″ جنوبی ۱۴۳°۴۲′۳۰″ شرقی / ۳۷٫۰۳۳۳۳°جنوبی ۱۴۳٫۷۰۸۳۳°شرقی |
| Melton                    | Melton Airfield                                        | خصوصی  | YMEL   |      | ۳۷°۳۷′۱۸″ جنوبی ۱۴۴°۳۳′۵۴″ شرقی / ۳۷٫۶۲۱۶۷°جنوبی ۱۴۴٫۵۶۵۰۰°شرقی |
| میلدورا                   | فرودگاه میلدورا                                        | همگانی | YMIA   | MQL  | ۳۴°۱۳′۴۵″ جنوبی ۱۴۲°۰۵′۰۸″ شرقی / ۳۴٫۲۲۹۱۷°جنوبی ۱۴۲٫۰۸۵۵۶°شرقی |
| Moorabbin، ملبورن         | فرودگاه مورابین                                        | همگانی | YMMB   | MBW  | ۳۷°۵۸′۳۳″ جنوبی ۱۴۵°۰۶′۰۸″ شرقی / ۳۷٫۹۷۵۸۳°جنوبی ۱۴۵٫۱۰۲۲۲°شرقی |
| Morwell                   | فرودگاه لتروب ولی                                      | همگانی | YLTV   | TGN  | ۳۸°۱۲′۲۶″ جنوبی ۱۴۶°۲۸′۱۳″ شرقی / ۳۸٫۲۰۷۲۲°جنوبی ۱۴۶٫۴۷۰۲۸°شرقی |
| Nhill                     | فرودگاه انهیل                                          | همگانی | YNHL   |      | ۳۶°۱۸′۳۵″ جنوبی ۱۴۱°۳۸′۲۷″ شرقی / ۳۶٫۳۰۹۷۲°جنوبی ۱۴۱٫۶۴۰۸۳°شرقی |
| جزیره فیلیپ               | Phillip Island Airport                                 | خصوصی  | YPID   |      | ۳۸°۳۱′۲۴″ جنوبی ۱۴۵°۱۹′۳۶″ شرقی / ۳۸٫۵۲۳۳۳°جنوبی ۱۴۵٫۳۲۶۶۷°شرقی |
| Point Cook، ملبورن        | فرودگاه نیروی هوایی سلطنتی استرالیا در ویلیامز         | نظامی  | YMPC   |      | ۳۷°۵۵′۵۴″ جنوبی ۱۴۴°۴۵′۱۲″ شرقی / ۳۷٫۹۳۱۶۷°جنوبی ۱۴۴٫۷۵۳۳۳°شرقی |
| Porepunkah                | فرودگاه صحرایی پورپونکاه                               | همگانی | YPOK   |      | ۳۶°۴۳′۰۶″ جنوبی ۱۴۶°۵۳′۰۴″ شرقی / ۳۶٫۷۱۸۳۳°جنوبی ۱۴۶٫۸۸۴۴۴°شرقی |
| Portland                  | فرودگاه پورتلند، استرالیا                              | همگانی | YPOD   | PTJ  | ۳۸°۱۹′۰۵″ جنوبی ۱۴۱°۲۸′۱۶″ شرقی / ۳۸٫۳۱۸۰۶°جنوبی ۱۴۱٫۴۷۱۱۱°شرقی |
| Robinvale                 | فرودگاه رابینول                                        | همگانی | YROI   | RBC  | ۳۴°۳۹′ جنوبی ۱۴۲°۰۷′ شرقی / ۳۴٫۶۵۰°جنوبی ۱۴۲٫۱۱۷°شرقی           |
| Sale                      | فرودگاه نیروی هوایی سلطنتی استرالیا در پایگاه ایست سیل | نظامی  | YMES   | SXE  | ۳۸°۰۵′۵۶″ جنوبی ۱۴۷°۰۸′۵۸″ شرقی / ۳۸٫۰۹۸۸۹°جنوبی ۱۴۷٫۱۴۹۴۴°شرقی |
| Sale                      | فرودگاه وست سیل                                        | همگانی | YWSL   |      | ۳۸°۰۵′۳۰″ جنوبی ۱۴۶°۵۷′۵۵″ شرقی / ۳۸٫۰۹۱۶۷°جنوبی ۱۴۶٫۹۶۵۲۸°شرقی |
| Sea Lake                  | Sea Lake Airport                                       | همگانی | YSLK   |      | ۳۵°۳۱′۵۴″ جنوبی ۱۴۲°۵۳′۲۴″ شرقی / ۳۵٫۵۳۱۶۷°جنوبی ۱۴۲٫۸۹۰۰۰°شرقی |
| شپارتون                   | فرودگاه شپرتن                                          | همگانی | YSHT   | SHT  | ۳۶°۲۵′۴۴″ جنوبی ۱۴۵°۲۳′۳۳″ شرقی / ۳۶٫۴۲۸۸۹°جنوبی ۱۴۵٫۳۹۲۵۰°شرقی |
| St Arnaud                 | Saint Arnaud Airport                                   | همگانی | YSTA   |      | ۳۶°۳۸′۱۲″ جنوبی ۱۴۳°۱۱′۱۲″ شرقی / ۳۶٫۶۳۶۶۷°جنوبی ۱۴۳٫۱۸۶۶۷°شرقی |
| Stawell                   | فرودگاه استاول                                         | همگانی | YSWL   | SWC  | ۳۷°۰۴′۱۸″ جنوبی ۱۴۲°۴۴′۲۴″ شرقی / ۳۷٫۰۷۱۶۷°جنوبی ۱۴۲٫۷۴۰۰۰°شرقی |
| Swan Hill                 | فرودگاه سوان هیلز                                      | همگانی | YSWH   | SWH  | ۳۵°۲۲′۳۳″ جنوبی ۱۴۳°۳۲′۵۸″ شرقی / ۳۵٫۳۷۵۸۳°جنوبی ۱۴۳٫۵۴۹۴۴°شرقی |
| Melbourne Airport، ملبورن | فرودگاه ملبرن                                          | همگانی | YMML   | MEL  | ۳۷°۴۰′۲۴″ جنوبی ۱۴۴°۵۰′۳۶″ شرقی / ۳۷٫۶۷۳۳۳°جنوبی ۱۴۴٫۸۴۳۳۳°شرقی |
| Wangaratta                | فرودگاه وانگاراتا                                      | همگانی | YWGT   | WGT  | ۳۶°۲۴′۵۷″ جنوبی ۱۴۶°۱۸′۲۵″ شرقی / ۳۶٫۴۱۵۸۳°جنوبی ۱۴۶٫۳۰۶۹۴°شرقی |
| Warracknabeal             | فرودگاه وارکنبیل                                       | همگانی | YWKB   |      | ۳۶°۱۹′۱۶″ جنوبی ۱۴۲°۲۵′۱۰″ شرقی / ۳۶٫۳۲۱۱۱°جنوبی ۱۴۲٫۴۱۹۴۴°شرقی |
| وارنامبول                 | فرودگاه وارنمبل                                        | همگانی | YWBL   | WMB  | ۳۸°۱۷′۴۳″ جنوبی ۱۴۲°۲۶′۴۸″ شرقی / ۳۸٫۲۹۵۲۸°جنوبی ۱۴۲٫۴۴۶۶۷°شرقی |
| Wycheproof                | Wycheproof Airport                                     | همگانی | YWYF   |      | ۳۶°۰۳′۳۰″ جنوبی ۱۴۳°۱۴′۲۴″ شرقی / ۳۶٫۰۵۸۳۳°جنوبی ۱۴۳٫۲۴۰۰۰°شرقی |
| Yarram                    | Yarram Airport                                         | همگانی | YYRM   |      | ۳۸°۳۴′۰۰″ جنوبی ۱۴۶°۴۵′۱۸″ شرقی / ۳۸٫۵۶۶۶۷°جنوبی ۱۴۶٫۷۵۵۰۰°شرقی |
| Yarrawonga                | فرودگاه یاراوونگا                                      | همگانی | YYWG   |      | ۳۶°۰۱′۵۰″ جنوبی ۱۴۶°۰۱′۴۰″ شرقی / ۳۶٫۰۳۰۵۶°جنوبی ۱۴۶٫۰۲۷۷۸°شرقی |

## فرودگاه‌های ازبین‌رفته
| مکان                           | نام فرودگاه   | نوع    | ایکائو | یاتا | مختصات                                                          |
| ------------------------------ | ------------- | ------ | ------ | ---- | --------------------------------------------------------------- |
| Mount Duneed، جیلان (استرالیا) | فرودگاه جیلنگ | همگانی | YGLG   | GEX  | ۳۸°۱۳′۳۱″ جنوبی ۱۴۴°۱۹′۵۹″ شرقی / ۳۸٫۲۲۵۲۸°جنوبی ۱۴۴٫۳۳۳۰۶°شرقی |